# Кристиана Эбергардина Бранденбург-Байрейтская
Кристиана Эбергардина Бранденбург-Байрейтская (нем. Christiane Eberhardine von Brandenburg-Bayreuth; 19 декабря 1671, Байройт — 4 сентября 1727, Преч) — супруга Августа Сильного, курфюрстина саксонская, с 1697 года титулярная королева Польши.

## Биография
Единственная дочь маркграфа Кристиана Эрнста Байрейтского и его супруги Софии Луизы Вюртембергской, дочери герцога вюртембергского Эберхарда III, Кристиана Эбергардина вышла замуж в 21 год 10 января 1693 года в Байрейте за будущего курфюрста Саксонии Фридриха Августа I. Вскоре стало очевидным, что брак был заключён только по политическим мотивам. Единственный сын Кристианы и Августа Август родился три года спустя в Дрездене.
Кристиана была крёстной матерью «арапа Петра Великого» Абрама Петровича, впоследствии получившего фамилию Ганнибал.
Кристиана осталась верна своему протестантскому вероисповеданию, когда её супруг перешёл в католицизм, чтобы заполучить корону Польши. Кристиана проживала попеременно во дворцах в Прече и Торгау и редко появлялась при дрезденском дворе. Кристиана Эбергардина умерла в одиночестве в возрасте 55 лет и была похоронена 6 сентября в городской церкви Байройта. Ни её супруг, ни её сын на похоронах не присутствовали.